# 袁建新
袁建新（1931年—），男，江西波阳人，中国岩土力学专家，曾任中国科学院武汉岩体土力学研究所研究员、博士生导师。